# گریگوری نیکوت
گریگوری نیکوت (انگلیسی: Grégory Nicot؛ زادهٔ ۱۴ سپتامبر ۱۹۸۲) بازیکن فوتبال اهل فرانسه است.
از باشگاه‌هایی که در آن بازی کرده‌است می‌توان به باشگاه فوتبال نیم المپیک اشاره کرد.